# Kitty Lima
Priscilla Lima da Costa Pinto (Aracaju, 26 de setembro de 1988) é uma política brasileira filiada ao Cidadania.
Em 2018, foi eleita deputada estadual de Sergipe pela Rede Sustentabilidade (REDE) com 18.008 votos. Em 2025 assumirá novamente o cargo de Deputada Estadual por Sergipe por ser suplente de Dr Samuel Carvalho que foi eleito prefeito de Nossa Senhora do Socorro na eleição de 2024.